# Fahad al-Muwallad
Fahad Mosaed al-Muwallad (arabisch فهد المولد, DMG Fahd al-Muwallad; * am 14. September 1994 in Dschidda) ist ein saudi-arabischer Fußballspieler auf der Position des Mittelfeldspielers.

## Karriere

### Verein
Al-Muwallad begann seine Profi-Karriere im Jahr 2011 beim saudi-arabischen Erstligisten Ittihad FC aus Dschidda. Bisher bestritt 126 Einsätze für Ittihad und erzielte dabei 39 Tore. Im Januar 2018 wurde er vom spanischen Erstligisten UD Levante als einer von neun Spielern aus Saudi-Arabien ausgeliehen. Insgesamt wechselten im Rahmen einer Partnerschaft zwischen dem saudi-arabischen und spanischen Fußballverband neun Spieler aus Saudi-Arabien zu verschiedenen Vereinen aus der spanischen Primera División und der Segunda División. Diese Partnerschaft hatte das Ziel, die Chancen der saudi-arabischen Fußballnationalmannschaft auf eine gute Fußballweltmeisterschaft im Sommer 2018 zu erhöhen.
Am 8. Mai 2018 wurde al-Muwallad in der 80. Minute beim Stand von 3:0 für Levante Auswärtsspiel gegen den CD Leganés für Enis Bardhi eingewechselt und wurde somit der erste saudische Spieler, der in der ersten spanischen Liga spielte. Insgesamt bestritt al-Muwallad zwei Kurzeinsätze in La Liga. Nach der Weltmeisterschaft wechselte er zurück zu seinem Stammverein nach Dschidda.
Dort wurde er nach einem Test Ende April 2019 im Anschluss an ein Spiel gegen al-Nasr im Mai des Dopings mit Phenylethylamine, durch Nutzung von Leistungssteigernden Mitteln, überführt. Dadurch wurde er für ein Jahr durch die SAFF gesperrt. Nach dem Ablauf der Sperre spielte er dann ab August 2020 wieder für seinen Klub. Im Mai 2022 wurde ihm erneut die Nutzung von Dopingmitteln nachgewiesen. Diesmal wurde er nun sogar für 18 Monate gesperrt. Im Sommer 2022 verließ er dann auch seinen Klub und schloss sich al-Shabab an. Von einer saudi-arabischen Schiedsstelle wurde die Sperre reduziert und er kam seit der Saison 2022/23, sowohl national und international wieder zum Einsatz. Gegen die Verkürzung der Sperrdauer legte die WADA vor dem Internationalen Sportgerichtshof CAS Berufung ein.

### Nationalmannschaft
Al-Muwallad spielte zwischen 2011 und 2015 insgesamt sechsmal für die saudische U-20-Nationalmannschaft und erzielte dabei vier Tore. 2015 folgte eine Nominierung in die U-23-Auswahl, wo er in drei Spielen ein Tor schoss. Im Jahr 2012 wurde er erstmals in den Kader der saudi-arabischen Nationalmannschaft berufen blieb aber ohne Einsatz. Den ersten Auftritt hatte al-Muwallad beim 2:1-Erfolg im Qualifikationsspiel zur Asienmeisterschaft 2015 am 6. Februar 2013 gegen die Volksrepublik China, in welchem er selbst ein Tor beisteuerte.
Fahad al-Muwallad wurde von Nationaltrainer Juan Antonio Pizzi in den Kader für die Weltmeisterschaft im Sommer 2018 in Russland berufen. Nachdem al-Muwallad im ersten Spiel gegen Russland eingewechselt wurde, spielte er in den beiden abschließenden Gruppenspielen gegen Uruguay und Ägypten und erzielte beim 2:1-Erfolg gegen den afrikanischen Teilnehmer ein Tor.
Fahad al-Muwallad stand im Aufgebot für die Fußball-Weltmeisterschaft 2022. Wegen seiner möglichen Dopingsperre wurde er jedoch kurz vor der WM aus dem Kader gestrichen.
Insgesamt absolvierte al-Muwallad bisher 48 A-Länderspiele und traf insgesamt zehnmal für sein Land.

## Erfolge
- Gewinner des King Cup: 2013
- Gewinner des Saudi Crown Prince Cup: 2017